# Allee
Allee est un centre commercial de Budapest, situé dans le 11e arrondissement. Il se situe au niveau du pôle multimodal d'Újbuda-központ.